# Xanthisthisa brunnea
Xanthisthisa brunnea är en fjärilsart som beskrevs av W. Warren 1899. Xanthisthisa brunnea ingår i släktet Xanthisthisa och familjen mätare. Inga underarter finns listade i Catalogue of Life.